# Павловский пруд
Павловский пруд — крупный искусственный водоём в Очёрском районе Пермского края.

## Характеристика
Расположен на реке Очёр, на территории посёлка Павловский. Абсолютный уровень уреза воды в верхнем бьефе составляет 120,6 м; в нижнем бьефе — 114,3 м. Площадь поверхности водоёма составляет 2,68 км². Максимальная глубина — 9 м.
Создан в 1817 году с постройкой Павловского железоделательного завода. Длина плотины — 1000 м, ширина — 10 м. Берега пруда и прилегающая территория покрыты лесом. Водится плотва, лещ, окунь, язь, уклейка, верховка и другие рыбы.

## Топографические карты
Лист карты O-40-74 Очёр. Масштаб: 1 : 100 000. Состояние местности на 1983 год. Издание 1984 г.